# Laocoonte (El Greco)
Laocoonte è un dipinto a olio su tela (142 × 193 cm) di El Greco, databile al 1610-1614 e conservato nella National Gallery of Art di Washington.

## Descrizione e stile
Il dipinto descrive la morte di Laocoonte, sacerdote di Apollo e abitante di Troia. Secondo quanto narrato nel secondo libro dell' Eneide, egli tentò di mettere in guardia i concittadini dall'insidia del cavallo di Troia, donato loro dai greci. Venne per questo punito da Atena (la quale parteggiava per gli Achei): la dea lo fece stritolare assieme ai figli da due giganteschi serpenti provenienti dal mare. Il tragico episodio era già stato trattato nella celebre composizione del Gruppo del Laocoonte, situata ai Musei Vaticani; l'opera di El Greco si discosta certamente dallo stile classico di questo gruppo scultoreo, avvicinandosi prepotentemente allo stile manierista. Inoltre nel dipinto i figli del sacerdote sono rappresentati come due giovani adulti, mentre l'opera antica segue fedelmente il testo latino, dove essi sono fanciulli.
I protagonisti dell'opera sono disposti su una roccia, la quale domina la città di Troia e apre la visione ad un cielo carico di nubi e dai colori tetri. Laocoonte lotta strenuamente con un serpente che sta tentando di morderlo sulla fronte; egli cerca di chiudergli la bocca con la mano destra e serrandone una parte del corpo con l'altra. A sinistra uno dei figli ancora combatte con il serpente che lo ucciderà. A destra invece giace a terra l'altro figlio, ormai morto. Sull'estrema destra tre figure, probabilmente divinità ostili ai troiani, osservano in silenzio lo scontro tra il sacerdote e le bestie marine: esse sono completamente nude, al pari delle vittime.
Tutte le figure sono allungate e mostrano membra contorte e tese, pur assumendo posizioni quasi innaturali. Il colore dei corpi delle vittime è volutamente distorto da quello consueto, scelta che fa risaltare, insieme alle tinte del cielo e dello sfondo, un'atmosfera tetra e oscura.